# فولفغانغ فرانز (أستاذ جامعي)
فولفغانغ فرانز (بالألمانية: Wolfgang Franz)‏ هو رياضياتي ألماني، ولد في 4 أكتوبر 1905 في ماغديبورغ في ألمانيا، وتوفي في 26 أبريل 1996 في فرانكفورت في ألمانيا.